# كليسثنيس
كلييسثنيس ( القرن 6 - 5 قبل الميلاد ) .

سياسي شعبي يوناني .
خلف بيزيستراتوس في منصب رئيس القضاة ابنٌ لم يكن ليليق البتة بأب عظيم كأبيه .

فخشى حزب الشعب عودة السلطة الأرستقراطية إلى الحكم ، وانتخب كاليسثنيس زعيماً له . وكانت خشيته في محلها إذ حكم هذا الزعيم الجديد طوال سنين حكماً ممتازاً . فوسّع الجمعية الشعبية التي أوجدها سولون ، وجعلها مجلس الخمسمائة ، ينتخب كل أعضائه بواسطة الأقتراع الشعبي . وقد قسم المجلس ، تسهيلاً للعمل ، إلى لجان عمل تتألف كل منها من 50 شخصاً ، تقوم بإدارة شؤون الحكم طوال 10 سنوات ، وكان هذا التدبير بالطبع متقدماً كثيراً إذا ما عرفنا أنه تم منذ 2500 سنة .
وعلى الرغم من ان كليسثينس لم يظهر في المصادر بعد عام 507 ق.م بصورة واضحة إذ ربما توفي بعد ذلك لكن من الواضح أن الأثينيين قد كرموه وعرفوا قدره إذ يروى أنه دفن في جنازة عامة ومهيبة في الكيرمايكوس 